# دانشگاه ملی مغولستان
دانشگاه ملی مغولستان (به لاتین: National University of Mongolia) یک دانشگاه در مغولستان است که در اولان‌باتور واقع شده‌است.